# Jeff Bauer
Jeff Bauer (Akron, 5 september 1973) is een Amerikaans-Luxemburgs skeletonracer.

## Carrière
Bauer werd geboren in de Verenigde Staten maar bracht een groot deel van zijn jeugd door in Luxemburg. Hij speelde onder meer jeugdbasketbal voor de nationale ploegen van Luxemburg. Hij keerde na tien jaar terug naar Amerika en behaalde in 1995 een bachelor in fysica aan Kenyon College en daarna een master in Manufacturing Engineering aan Ohio State University in 1997. Hij speelde op college een tijdje American football. Later deed hij onder meer aan competitief triatlon en wielrennen. Hij woonde jarenlang naast de skeletonbaan in Salt Lake City, lange tijd liet hij de sport links liggen totdat hij een keer het wilde proberen. Hij bleek aanleg te hebben en begon met trainen, hij besloot uit te komen voor Luxemburg waar hij als kind jarenlang gewoond had. Hij richtte onder meer de Union luxembourgeoise de skeleton op. Een tijdje deden er nog twee andere studenten mee uit Luxemburg maar zij stopten na hun studie en sindsdien is Bauer de enige atleet. Hij is sinds 2002 aan het werk als ingenieur bij een vliegtuigonderdeelbouwer Triumph Gear Systems.
In 2017 maakte hij zijn debuut op het wereldkampioenschap waar hij een 41 plaats behaalde. Hij miste de Olympische Spelen in 2018 nipt omdat de handtekening van zijn naturalisatie te laat was ingediend. In 2019 nam hij opnieuw deel aan het wereldkampioenschap met een 31e plaats als resultaat. Bauer nam voornamelijk deel aan de lagere competities maar maakte in het seizoen 2019/20 zijn wereldbekerdebuut met een 29e plaats in Sigulda. Hij werd dat seizoen 42e in de eindstand. In 2021 was hij er opnieuw bij op het wereldkampioenschap met een 31e plaats als resultaat.

## Resultaten

### Wereldkampioenschappen
| Jaar | Plaats    | Resultaat       |
| ---- | --------- | --------------- |
| 2017 | Königssee | 41e Individueel |
| 2019 | Whistler  | 31e Individueel |
| 2021 | Altenberg | 31e Individueel |

### Wereldbeker
Eindklasseringen
| Seizoen   | Rang |
| --------- | ---- |
| 2019/2020 | 42e  |